# Sebastian Brandt Christiansen
Sebastian Brandt Christiansen (født 7. december 2006 i Nørre Asmindrup) er en cykelrytter fra Danmark, der kører for Airtox-Carl Ras.

## Karriere
Efter at være opvokset i Nørre Asmindrup nord for Holbæk, valgte Sebastian Brandt Christiansen i 2021 at begynde at cykle hos Holbæk Cykelsport. Fra begyndelsen af 2023-sæsonen skiftede han til juniorholdet Team NPV-Carl Ras Roskilde Junior. 
Ved DM i landevejscykling 2024 blev han dansk juniormester i linjeløb. Tidligere havde han vundet to løb i 2024.
Godt én måned før sin 18 års fødselsdag, blev det offentliggjort at Sebastian Brandt i sin første sæson som seniorrytter, fra 2025-sæsonen, skulle køre for det danske kontinentalhold Airtox-Carl Ras.

## Anerkendelse
- Vig Festivals Sportslegat (2022)[4]